# ملف ظهر
ملف ظهر هو مسلسل تلفزيوني كوميدي عراقي عرض في رمضان 1439 هـ/2018 م، ومن إنتاج شركة سامة للإنتاج والتوزيع الفني، على قناة تلفزيون بابل.

### الشخصيات
- كادي القيسي - (آلاء حسين)
- علي جابر
- إحسان دعدوش
- ألكسندر علوم - (سيرين عبد النور)
- فوزية حسن
- مهند ستار
- صبا إبراهيم
- كاظم القريشي - (رضا طارش) "رحمة الله عليه"
- علي الملاك
- زيد الملاك
- أحمد الخفاجي (ضيف شرف)
- رشا رعد (ضيفة شرف)
- خليل إبراهيم
- تقلا شمعون (ضيفة شرف)
- زهور علاء (ضيفة شرف)